# 周志鑫
周志鑫（1965年8月—），安徽省太湖县人，中华人民共和国空间遥感应用专家，中国人民解放军少将，中国科学院信息技术科学部院士。

## 生平
1982年毕业于安徽省太湖中学。1982年至1986年在中国人民解放军电子工程学院学习，获学士学位。1986年至1989年，在哈尔滨工业大学航天学院学习，获硕士学位。1989年至1993年，在中国人民解放军空军第一飞行学院仿真中心任工程师。1993年至1997年，在哈尔滨工业大学航天学院学习，获博士学位。1997年至1999年，在中国科学院自动化所模式识别国家重点实验室当博士后。1999年起，任北京市遥感信息研究所研究员，国家重点项目技术负责人。2015年12月7日当选中国科学院信息技术科学部院士。后任北京市遥感信息研究所所长。曾在总参二部航侦局任职。中国人民解放军战略支援部队成立后，周志鑫出任中国人民解放军战略支援部队某局局长。2017年，调任新组建的中国人民解放军战略支援部队航天工程大学校长。
周志鑫长期从事空间遥感理论与应用技术研究，在海上移动目标高精度探测定位技术、典型地物特征检测识别等方面取得多项成果。系统研究并发展出天基海洋探测定位以及海上移动目标自动检测方法，提出并且建立了空间遥感数据存储、处理、应用架构，解决了卫星海量数据高效高精度自动处理及应用的技术问题，研究建立了典型地物目标特征库。曾获得国家科技进步特等奖1项、一等奖1项，中国科协“求是杰出青年实用工程奖”，何梁何利基金奖“科学与技术创新奖”。